# Томас Топхем
Томас Топхем (англ. Thomas Topham, 1710 — 10 серпня 1749) — відомий англійський стронґмен 18-го століття.

## Біографія
Топхем народився приблизно в 1710 році в сім'ї теслі. В молодому віці був власником Red Lion Inn поблизу старого Госпіталю Святого Луки. І хоча в бізнесі хлопець значних успіхів не досяг, натомість пішла слава про його дивовижну силу. Його перший виступ відбувся коли він змагався проти молодих жеребців лежачи на спині. Згодом він стає лендлордом Duke's Head, публічний будинок в Cadd's Row, що розташована поблизу Islington Green.
28 травня 1741, щоб відсвяткувати взяття Портобелло адміралом Верноном він виступав у Apple Tree Inn, навпроти в'язниці Coldbath Fields, у Лондоні, у присутності адмірала і численних глядачів. Там, стоячи на дерев'яному подіумі він підняв на кілька дюймів від землі три бочки води загальною вагою 1836 фунтів, використовуючи для цієї мети лише міцну мотузку і власні сили. Цю дивовижу описав W.H Томс в липні 1741.
Одного разу на Хакні-роуд він (Топхем) стримував коня і віз, незважаючи на зусилля водія.
За словами Д-р Джона Теофіла Дезагюлье, ще одного свідка подвигів Томаса, силач вигнув здорову зазілячку майже в ідеальний прямий кут за допомогою лише одного удару по голій лівій руці. Згодом, вражений Дезагюлье найняв Томаса як власного тілоохоронця і бував з ним на засіданнях Королівського товариства.

## Особисті данні
Топхем був близько п'яти футів і десять дюймів у висоту, м'язистий і добре розвинений фізично, але кульгавий.

## Вбивство дружини
Одного дня Томас дізнався про зраду власної дружини. В пориві злості він вдарив дружину ножем (вбив), а згодом смертельно поранив і себе. Кілька днів по тому, 10 серпня 1749 року він помер у Bell and Dragon. Похований в церкві святого Леонарда.